# Sándor Ziffer
Sándor Ziffer (Eger, Austria-Hungría, 5 de mayo de 1880-Nagybánya, Rumanía, 8 de septiembre de 1962) fue un pintor húngaro.
Asistió la escuela de diseño aplicado en 1894 y a la escuela de artes aplicadas de Budapest de 1895 a 1900 y más tarde a la Academia de Bellas Artes de Múnich. Establecido en Nagybánya en 1918 trabajó como profesor 1935-45. Su estilo postimpresionista se caracteriza por el uso de colores fuertes y contornos marcados.